# Al-Shihab
Al-Shihab o Al-Choumoue (La Torxa) va ser una revista nacionalista saharaui fundada el 1966, a Casablanca (Marroc), per Mohamed Sidi Brahim Basir. La publicació es va utilitzar com a òrgan d'expressió pública del desig dels saharauis a un estat propi. Els articles van oscil·lar entre temes de cultura saharaui, cròniques d'opinió sobre esdeveniments polítics a la frontera amb Mauritània i escrits sobre temes polítics de caràcter internacional. La línia editorial s'oposava tant a l'ocupació espanyola com a les ambicions del Marroc sobre el Sàhara Espanyol.
Bassiri va fundar el periòdic quan va tornar a Casablanca a treballar de periodista després d'haver-se graduat en 1953 dels estudis de llicenciatura realitzats al Caire i a Damasc. A les ciutats esmentades va recollir els ideals del socialisme panàrab, influenciat per Gamal Abdel Nasser i el partit Baas, que servirien per modelar les publicacions d'aquesta revista. A part d' Alchomou, també va fundar Al-Assas.
En el mateix periòdic Bassiri, del que n'era d'editor cap, va publicar escrits que reivindicaven la independència del Sàhara mostrant la seva postura contrària a les pretensions de la política del Marroc (Províncies Meridionals). Els seus articles van significar la seva sortida del Marroc el 1967, alhora que va suposar la fi del periòdic.